# Perla Simons
Perla Simons Morales (sinh ngày 15 tháng 3 năm 1963 tại San Pedro Sula) là một chính trị gia người Honduras. Cô hiện đang giữ chức phó của Quốc hội Honduras, đại diện cho Đảng Tự do của Honduras cho Francisco Morazán.
Bà là phó tướng châu Phi-Honduras duy nhất trong Quốc hội. Được bầu lần đầu tiên vào năm 2006.